# Вальтер Форстман
Вальтер Форстман (нім. Walter Forstmann; 9 березня 1883, Ессен — 2 вересня 1973, Ессен) — німецький офіцер-підводник, один із найбільші успішних і професійних підводників Першої світової війни. Другий за результативністю підводник в історії після Лотара фон Арно де ла Пер'єра. Під час Другої світової війни служив на штабних посадах, капітан-цур-зее (1 липня 1942). Кавалер численних нагород.

## Біографія

### Перша світова війна
Під час Першої світової війни був командиром підводних човнів U-12 і U-39.
В 1917 році Форстман всього за 2 дні потопив 5 пароплавів у Гібралтарській протоці, загальний тоннаж — понад 20 000 брт: SS Normanton (3 862 брт), SS Mersario (3 847 брт), SS Almora (4,385 брт), SS Nuceria (4,702 брт) і японський пароплав SS Sitosan Maru (3 555 брт).
Всього за час бойових дій Форстман здійснив 47 походів і потопив 146 кораблів загальною тоннажністю 383 304 брт.

### Міжвоєнний період
В 1919 році вийшов у відставку, написав мемуари «Полювання в Середземному морі».
В 1921 році здобув освіту адвоката. З 1934 року — голова і директор відділу з соціальних питань вугільної компанії Августа Тіссена в Дуйсбурзі.
З 1929 до 1933 року — міський депутат і голова парламентської фракції Німецької народної партії в Дуйсбурзі.
З 1933 до 1950 року — член правління (в 1951/53 роках — член контрольної ради) чотирьох великих житлових кооперативів Рурських сталеварних заводів.

### Друга світова війна
Під час Другої світової війни — начальник різних управлінь в Оснабрюці та Копенгагені, начальник штабу військового господарства Данії в Копенгагені, який керував промисловістю окупованої Данії. В 1945 році вийшов у відставку.

### Після війни
В 1951—1955 роках — радник будівельної компанії Rheini dwellings A.G. в Дуйсбурзі, яка відповідала за переселення кількох сіл для забезпечення більш відкритого видобутку вугілля. З 1954 року — член контрольної ради компанії.
З 1956 року — віце-президент Федерації німецьких переселенців і голова виконавчого комітету молодіжного центру зайнятості.

## Звання
- Морський кадет (7 квітня 1900)
- Фенрих-цур-зее (19 квітня 1901)
- Лейтенант-цур-зее (27 вересня 1903)
- Обер-лейтенант-цур-зее (30 березня 1906)
- Капітан-лейтенант (10 квітня 1911)
- Корветтен-капітан (30 серпня 1919)
- Фрегаттен-капітан (7 квітня 1941)
- Капітан-цур-зее (1 липня 1942)

## Нагороди
- Рятувальна медаль (25 серпня 1908)
- Орден Червоного орла 4-го класу (10 березня 1912)
- Орден Святого Станіслава 3-го класу (Російська імперія)

### Перша світова війна
- Залізний хрест
  - 2-го класу (листопад 1914)
  - 1-го класу (1915)
- Лицарський хрест ордена дому Гогенцоллернів з мечами (14 травня 1916)
- Pour le Mérite (12 серпня 1916) — за сукупні досягнення під час війни.
- Ганзейський Хрест (Гамбург)
- Портрет імператора Вільгельма II (1917)
- Нагрудний знак підводника (1918)

#### НагородиАвстро-Угорщини
- Лицарський хрест ордена Леопольда з військовою відзнакою (8 листопада 1917)
- Лицар 2-го класу ордена Залізної Корони з військовою відзнакою
- Хрест «За військові заслуги» (Австро-Угорщина) 3-го класу з військовою відзнакою

#### Нагороди Османської імперії
- Срібна медаль «Імтияз» з шаблями
- Золота медаль «Ліакат» з шаблями
- Галліполійська зірка

### Міжвоєнний період
- Німецька імперська відзнака за фізичну підготовку (DRL) в золоті (1933)
- Почесний хрест ветерана війни з мечами

### Після Другої світової війни
- Орден «За заслуги перед Федеративною Республікою Німеччина»
  - Офіцерський хрест (1952)
  - Командорський хрест (3 серпня 1960)
  - Великий офіцерський хрест (9 березня 1968)
- Почесний доктор Римської академії Тіберіна (1968)
- Почесний доктор Середземноморського університету в Римі (1972)
- Почесний знак міста Ессен